# Dacia 500
De Dacia 500 is een kleine auto van Dacia, die van 1988 tot 1991 in Timișoara in Roemenië gebouwd werd. De bijnaam van de auto is Lăstun (zwaluw).

## Geschiedenis
Naast de middenklasse Dacia 1300 (vanaf 1969) en de compacte auto van Oltcit (vanaf 1982) wilde de Roemeense staat ook een goedkope auto in de miniklasse produceren. Onder aanvoering van de Dacia-fabriek in Pitești begon men in 1980 zo'n auto te ontwerpen. Om de productie gemakkelijker te maken werden zo veel mogelijk onderdelen van de reeds bestaande modellen van de Roemeense fabrikanten Dacia, ARO en Oltcit in de constructie betrokken. Om de productiekosten en vooral het leeggewicht van de auto nog verder te reduceren, koos men ervoor om de carrosserie van glasvezelversterkt polyester te maken. Vanaf 1982 werden de eerste prototypen getest. Ten slotte stelde men in 1986 de serie-uitvoering van de Dacia 500 voor.
De tweecilinder lijnmotor met 499 cm³ leverde 17 kW (23 pk). De topsnelheid van de wagen bedroeg 106 km/u. Het brandstofverbruik lag rond een zuinige 3,4 l/100 km, zolang men niet harder dan 50 km/u reed.
De productie startte in 1988 en de eerste partij auto's werd verkocht in januari 1989. De autofabriek IAT (Interprinderea de Autoturisme Timișoara, voorheen Tehnometal) in Timișoara werd gemoderniseerd, om een toereikend aantal voor de massamotorisering bestemde auto's te kunnen maken.
De afwerking was van slechte kwaliteit en qua buitenafmetingen was de wagen te klein voor een gezin. Daarom werd de Dacia 500 geen groot succes. In 1989 wordt op de Internationale Tentoonstelling in Boekarest een prototype met verlengde carrosserie voorgesteld. In deze variant kon de auto met meer comfort vier personen vervoeren en was er ook ruimte voor extra bagage.
De productie duurde tot 1991, in deze periode worden slechts een paar duizend stuks geproduceerd. In 1992 sloot de overheid de fabriek in Timișoara.
In productie:
Duster ·
Jogger ·
Logan ·
Sandero ·
Spring

Niet meer geproduceerd:
500 ·
1100 ·
1210 ·
1300 ·
1302 ·
1304 ·
1305 ·
1307 ·
1309 ·
1310 ·
1320 ·
1325 ·
1410 ·
1410 Sport ·
2000 ·
Dokker ·
Lodgy ·
Nova ·
Solenza ·
SupeRNova